# A Vida É Bela?!
A Vida é Bela?! é um filme realizado por Luís Galvão Teles, estreado em Portugal a 19 de Fevereiro de 1982.

## Elenco[1]
- Nicolau Breyner… Hipólito do Ó
- Fernanda Borsatti… Dona Aninhas do Ó
- Henrique Viana… Magalhães
- Margarida Carpinteiro… Ifigénia
- Io Apolloni… Françoise-Marie
- Vítor Norte… Luís da Silveira
- Luís Lello… Luís Galvão Sargedas
- Josefina Silva… Dona Urraca
- Amílcar Botica… Criado/Barquilheiro
- Rui Mendes… Ex-Carbonário
- António Assunção… Sócio da Sócia
- João Lagarto… Sócio da Sócia
- Canto e Castro… Orlando Câmara
- Virgílio Castelo… Teodora Galã
- Júlio César… Boss
- Maria Emília Correia… Secretária
- José Costa Reis… Fotógrafo
- João de Carvalho… Isaís
- Abel Vieira de Castro… Presidente do Ministério
- José Eduardo… Trotinete
- Benjamim Falcão… Ministro
- Baptista Fernandes… Maçon
- Adelaide João… Doutora
- Helena Isabel… Flora
- Mário Jacques… Major
- Raquel Maria… Secretária

## Detalhes
- 98 minutos aproximadamente
- Género: Comédia
- Ano: 1982
- Estreia em Portugal: 19 de Fevereiro de 1982